# Some Great Reward
Some Great Reward je čtvrté studiové album skupiny Depeche Mode, vydané 24. září 1984 Mute Records (Spojené království) a 29. října 1984 Sire Records (USA).

## Seznam skladeb
Všechny skladby složil Martin Gore, pokud není uvedeno jinak.
| Pořadí | Název               | Autor       | Délka |
| ------ | ------------------- | ----------- | ----- |
| 1.     | Something to Do     |             | 3:46  |
| 2.     | Lie to Me           |             | 5:03  |
| 3.     | People Are People   |             | 3:51  |
| 4.     | It Doesn't Matter   |             | 4:43  |
| 5.     | Stories of Old      |             | 3:12  |
| 6.     | Somebody            |             | 4:27  |
| 7.     | Master and Servant  |             | 4:12  |
| 8.     | If You Want         | Alan Wilder | 4:40  |
| 9.     | Blasphemous Rumours |             | 6:21  |

## Singly
1. „People Are People“ (12. března 1984)
2. „Master and Servant“ (20. srpna 1984)
3. „Blasphemous Rumours / Somebody (Remix)“ (29. října 1984)

## Drobnosti
- Spekulovalo se, že Alan je muž z obalu alba Some Great Reward, ovšem není. Není ani na obalu „A Question of Lust“, o kterém se šířily podobné spekulace.
- Při nahrávání písně "Somebody" se Martin L. Gore ve studiu vysvlékl do naha a odzpíval ji zcela nahý.

## Účast na albu
- Depeche Mode:
  - Martin Gore
  - Alan Wilder
  - David Gahan
  - Andrew Fletcher
- Pomocní technici: Ben Ward, Stefi Marcus a Colin McMahon
- Mixováno v Hansa Mischraum, Berlín
- Fotografie: Brian Griffin
- Asistence: Stuart Graham
- Návrhář oděvů: Jacqui Frye